# Peterson Toscano
Peterson Toscano  (född 17 februari 1965) är en amerikansk dramatiker, skådespelare och debattör. Peterson Toscano har 20 års personlig erfarenhet av att försöka ändra sin homosexuella läggning bland annat inom den amerikanska ex-gay rörelsen.
Hans mest kända föreställning, en enmanssatir Doin' Time in the Homo No Mo Halfway House har framförts ett par gånger i Sverige under 2006 och 2007.